# Łącznik (gmina w rejencji opolskiej)
Łącznik (niem. Amtsbezirk Wiesengrund), do 1938 Chrzelice I (niem. Amtsbezirk Chrzelitz I) – zbiorowa gmina wiejska (Amtsbezirk) w powiecie prudnickim, rejencji opolskiej. Funkcjonowała w latach 1874–1945 w Rzeszy Niemieckiej. Siedzibą gminy był Łącznik (Lonschnik, Wiesengrund).
Gminę Chrzelice I utworzono 1 maja 1874 na obszarze powiatu prudnickiego. Powstała z obszaru gromad Chrzelice (Chrzelitz), Brzeźnica (Bresnitz), Ogiernicze (Legelsdorf), Łącznik (Lonschnik) i Pogórze (Pogosch) oraz trzech majątków ziemskich (w tym Frącki). Pierwszym administratorem okręgu został Alexander Heller zamieszkały w Chrzelicach.
1 kwietnia 1938 do gminy Chrzelice I włączono gromadę Mokra (Nassau) z gminy Radostynia. 12 lipca 1938 gminę Chrzelice I przemianowano na gminę Łącznik (Amtsbezirk Wiesengrund). 1 kwietnia 1939 włączono do gminy gromadę Górka Prudnicka (Ernestinenberg). 1 kwietnia 1940 do gminy Łącznik przyłączono obszar gminy Dziedzice (Amtsbezirk Sedschütz). 1 stycznia 1945 gmina Łącznik obejmowała gromady: Łącznik, Pogórze, Ogiernicze, Mokra, Chrzelice i Dziedzice oraz obszar dworski Forst Schelitz.
Jednostka przetrwała do 1945 roku. Po II wojnie światowej została zniesiona. W grudniu 1945 władze polskie utworzyły w reaktywowanym powiecie prudnickim gminę Łącznik w innych granicach administracyjnych.